# Павловка (Тарановский район)
Павловка (каз. Павлов) — село в Тарановском районе Костанайской области Казахстана. Административный центр Павловского сельского округа. Код КАТО — 396463100.

## География
Село находится примерно в 53 км к юго-востоку от районного центра, села Тарановское. В 8 км к северу от села находится озеро Кендерли. Раньше указанное озеро именовалось - "Наталовский пруд" от наименования населенного пункта, расположенного рядом.

## История
Село возникло на пути караванной дороги из Тургайских степей в Челябу (Челябинск). В 1903 году были заложены первые землянки, вокруг которых потом выстроилось село Павловка. Своё название село получило от имени Павел (мужчин, их было трое, звали Павлами). К 1916 году Павловка была центром волости. Примечательно, что село располагалось по улице Вачасова, от здания, которое все запомнили как музей. В годы революции 1917 года по селу прошелся отряд Колчака. Основной расцвет села можно отнести ко времени - "освоение целины". В село вкладывали силы, средства, были построены больница, школа, МТМ, коровники. 
С началом 90-х годов, в эпоху экономического кризиса, когда электричество в дома подавали по 2 часа,  начался отток населения из села. 95 процентов немцев уехали на ПМЖ в Германию, очень много людей уехали в город Рудный, Костанай - туда, где была работа, заработок.
Существовала версия о том, что при геолого-разведывательных работах в 90-х годах, в непосредственной близости от села были найдены полезные ископаемые (алмазы) которым необходимо было время "дозреть", что бы стать полноценным алмазом. Зная эту информацию, руководство страны "отвернулось от села", что бы люди сами уехали, забросили эти места, что сейчас и произошло. Теперь ни кто не помешает вскрыть землю, на которой стояло село.......  

## Население
В 1999 году население села составляло 1224 человека (578 мужчин и 646 женщин). По данным переписи 2009 года, в селе проживали 584 человека (274 мужчины и 310 женщин).
На 1 января 2015 года население села составляло 277 человек
По состоянию на 01 января 2025 года население села составило 8 семей. Здание школы собираются разобрать, административных государственных зданий не осталось. Землю ни кто не обрабатывает. 